# Keiga Kawahara

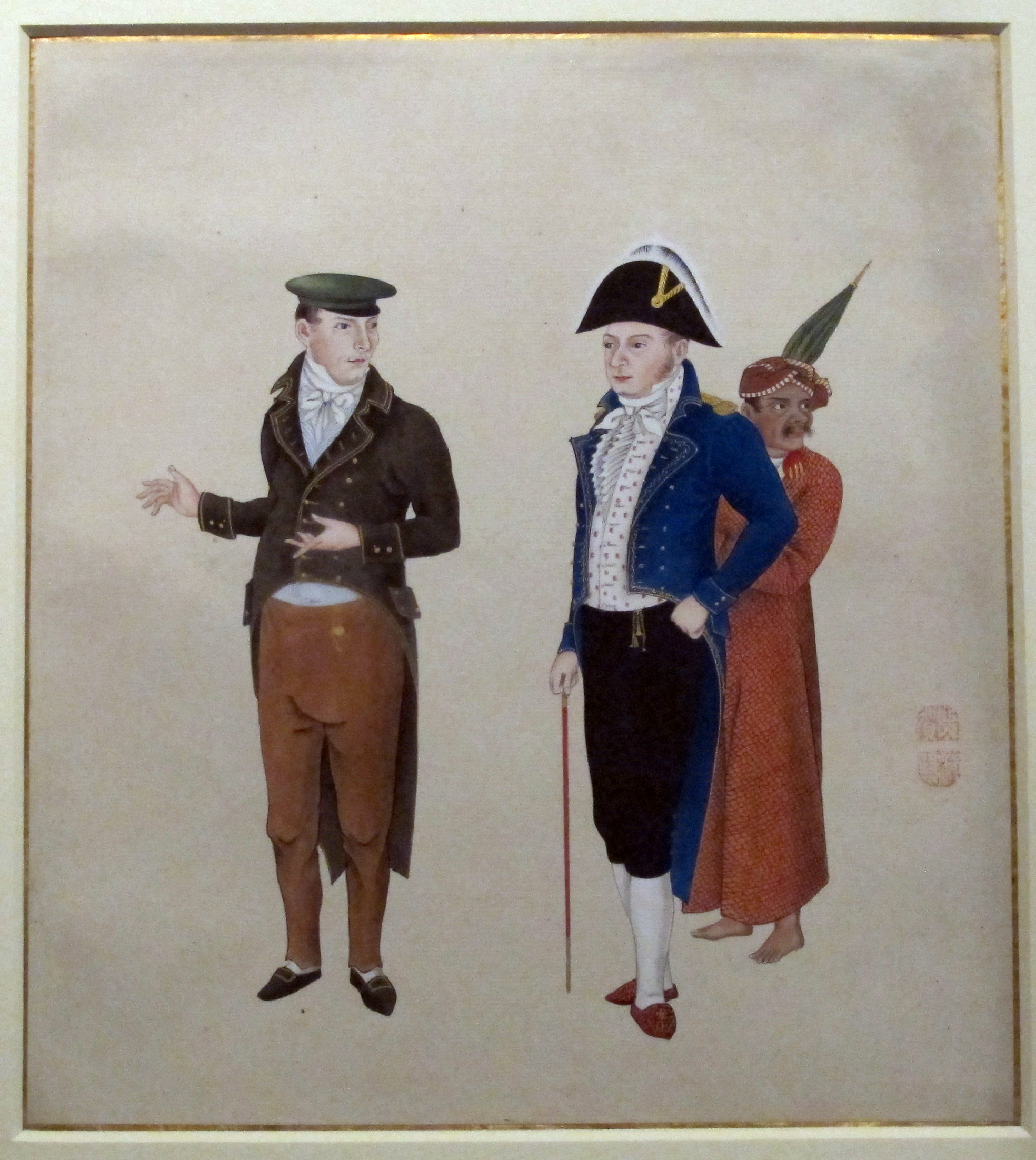
Nederlanders met een Indonesische bediende, Kawahara Keiga, rond 1820-1830.

Keiga Kawahara (Japans: 川原慶賀, tevens bekend als Taguchi Takumi en Toyosuke, Nagasaki, 1786–1860?) was een Japans kunstschilder uit de late Edoperiode. Hij schilderde voorwerpen, groepen mensen, landschappen en verder dier- en plantensoorten en portretten op de Nederlandse factorij van Dejima, maar ook in Edo, Kyoto en Nagasaki. Zijn werk berust bij Japanse musea (ongeveer 100 werken), maar vooral bij musea in Nederland (ongeveer 1000 werken). In zijn Japanse naam is Kawahara de geslachtsnaam.

## Loopbaan
Kawahara werd geboren in Nagasaki als zoon van de schilder Kawahara Kozan. Hij was leerling van de Japanse schilder Ishizaki Yushi (1768-1846). Van 1811 tot 1842 tekende en schilderde Keiga op de Nederlandse factorij in Dejima, Nagasaki, met speciale toestemming van het Japanse Tokugawa-shogunaat. Op verzoek van opeenvolgende directeuren van de factorij documenteerde hij vele aspecten van het leven in Japan en op Dejima in het bijzonder. Van 1823 tot 1829 tekende en schilderde Kawahara voor de dokter en plantkundige Philipp Franz von Siebold honderden Japanse soorten planten en dieren. Hij ging mee met Von Siebold op zijn hofreis naar Edo, en schilderde daar en onderweg voorwerpen, straattaferelen en bijeenkomsten aan het hof. In 1829 werd hij gevangengezet door de regering vanwege betrokkenheid met het spionageschandaal van Von Siebold, die Japan uit gezet werd. In 1842 werd Kawahara opnieuw veroordeeld, deze keer omdat op zijn schilderij van de haven van Nagasaki de tekens van adellijke families zichtbaar waren. Hij moest uit Nagasaki vertrekken. Maar in 1846 maakte hij vijf plafondschilderingen in de grote zaal van de Boeddhistische tempel tempel Wakimisaki Kannon, gelegen in wat nu Wakimisakimachi, Nagasaki-shi, Nagasaki heet.
Al eerder, in 1825, was Carl Hubert de Villeneuve (1800-1874) naar Dejima gekomen om Kawahara de principes van Westerse schildertechnieken bij te brengen. Daardoor kon Keiga deze invoeren in de traditionele Japanese schilderkunst. Kawahara's afbeeldingen waren onontbeerlijk voor biologische publicaties van de biologen Coenraad Jacob Temminck en Hermann Schlegel.

## Technieken
Kawahara maakte aquarellen/gouaches op papier voor zijn biologische werk en werkte verder op zijde en hout.

## Galerij van Kawahara's werk

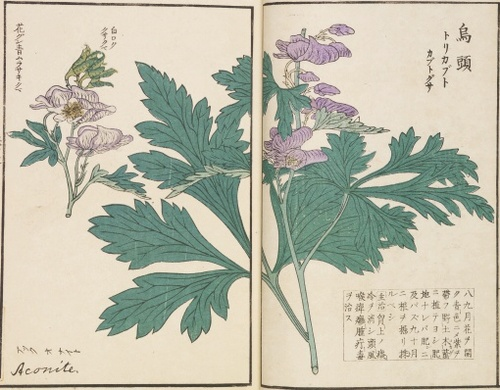
Blauwe monnikskap (Aconitum napellus, Aconitum carmichaelii, Aconitum japonicum subsp. napiforme?)
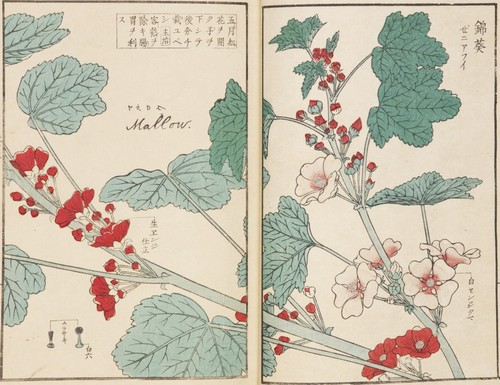
(Japanse variant van) Groot kaasjeskruid (Malva sylvestris)
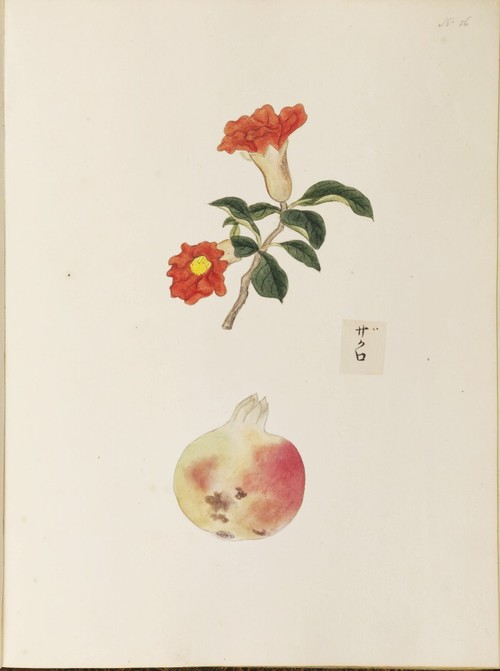
Granaatappel (Punica granatum)
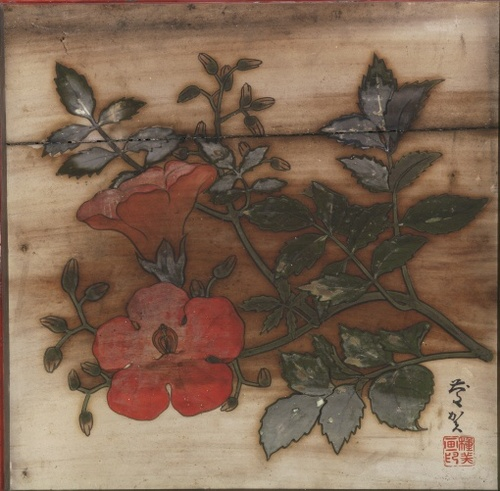
Plafondschildering van de Chinese Trompetklimmer (Campsis grandiflora), Kannonji Tempel, Nagasaki
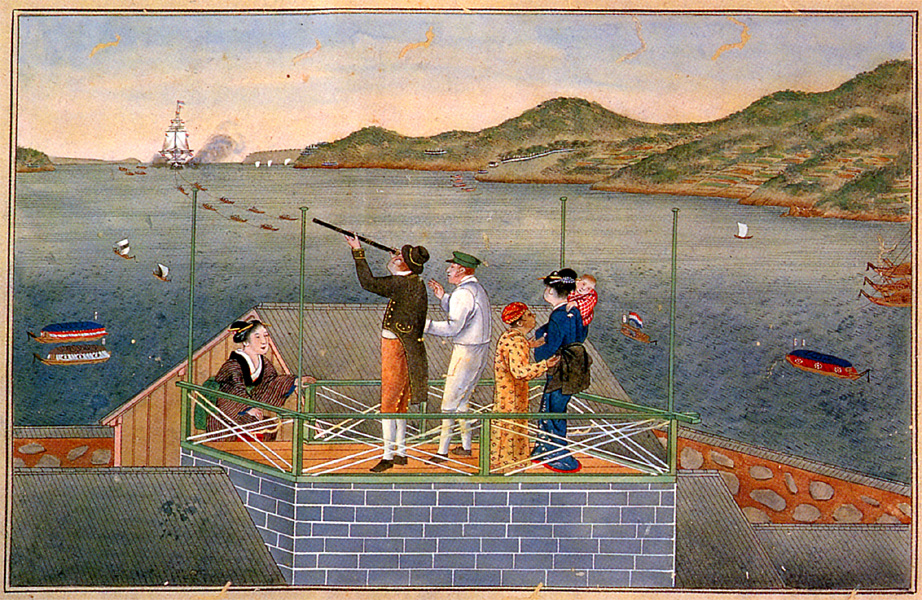
Siebold kijkt met zijn Japanse vriendin en hun dochter Kusumoto Ine toe als een Nederlands zeilschip met vele roeiboten de haven van Nagasaki in wordt gehaald, 1823-1829
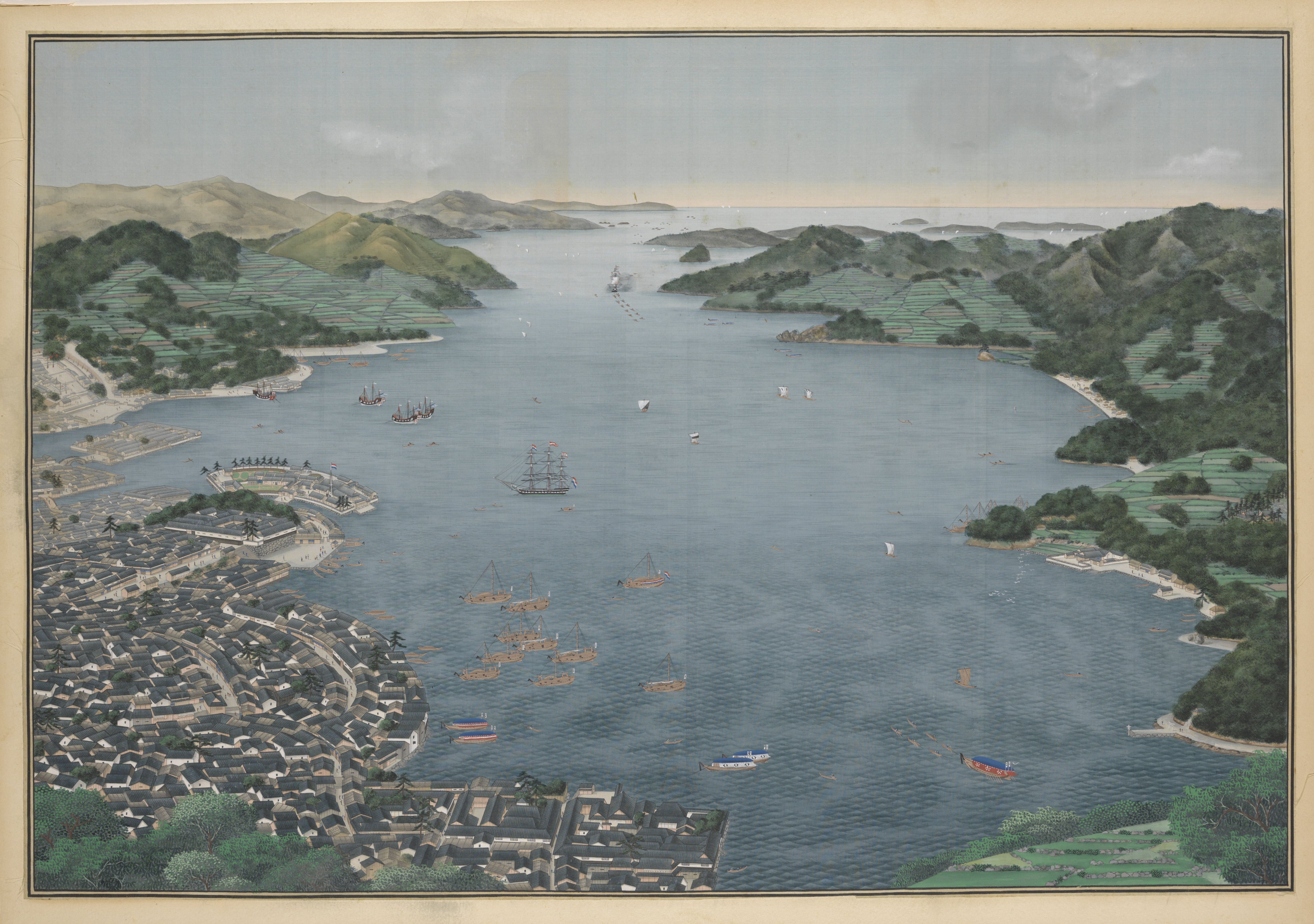
De baai van Nagasaki in vogelvlucht, met Dejima midden links
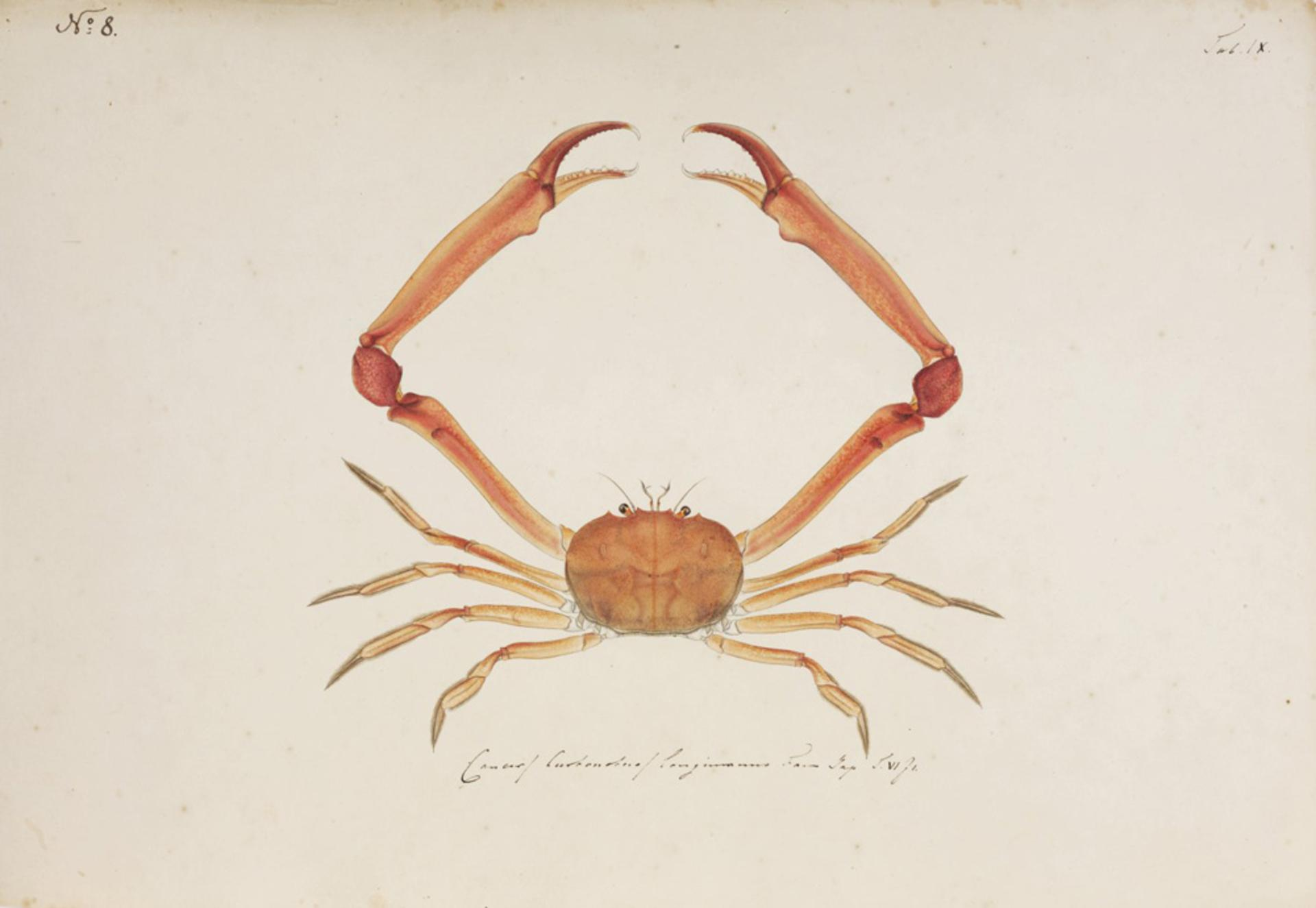
Carcinoplax longimanus (De Haan, 1833)
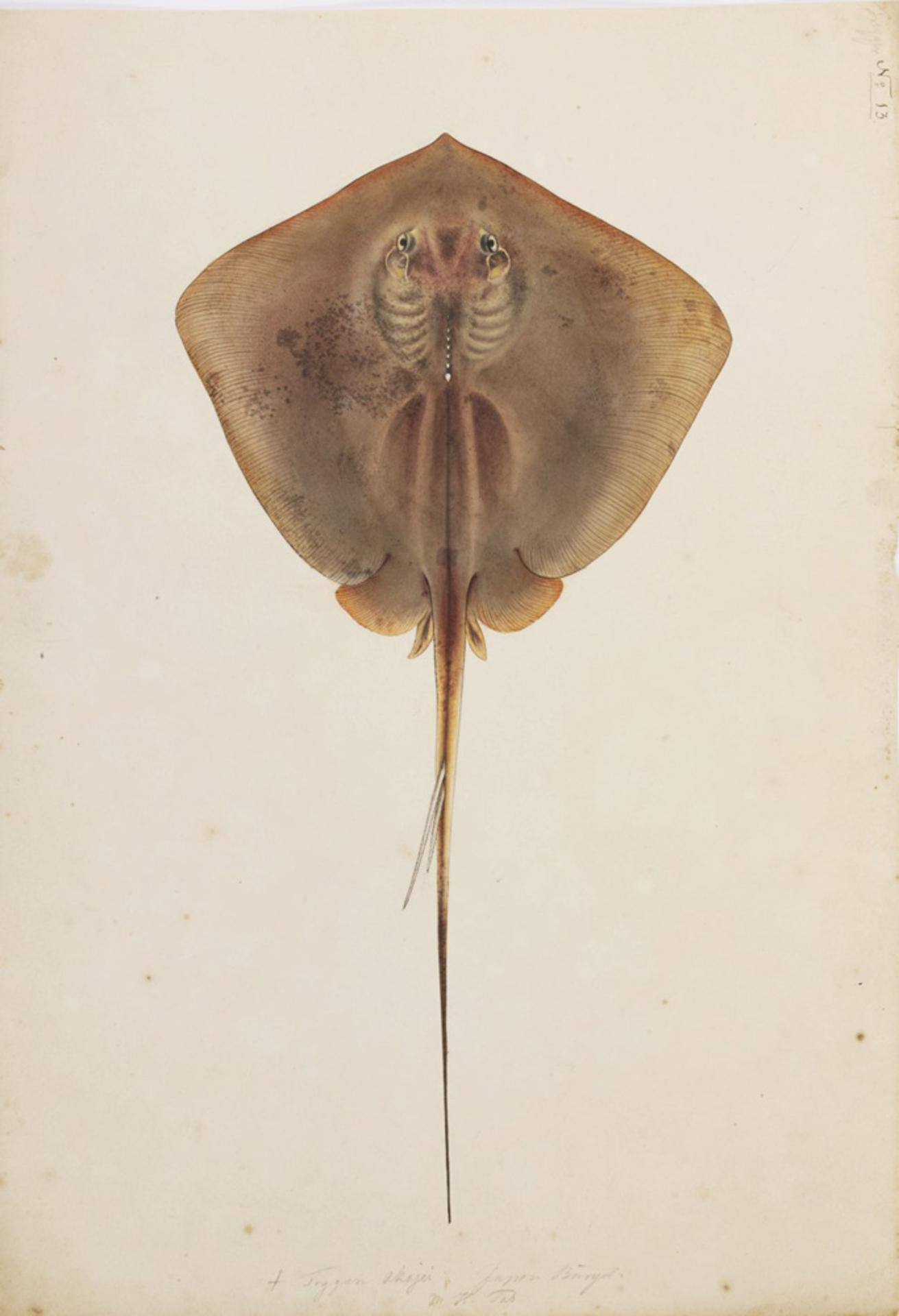
Pijlstaartrog Dasyatis zugei
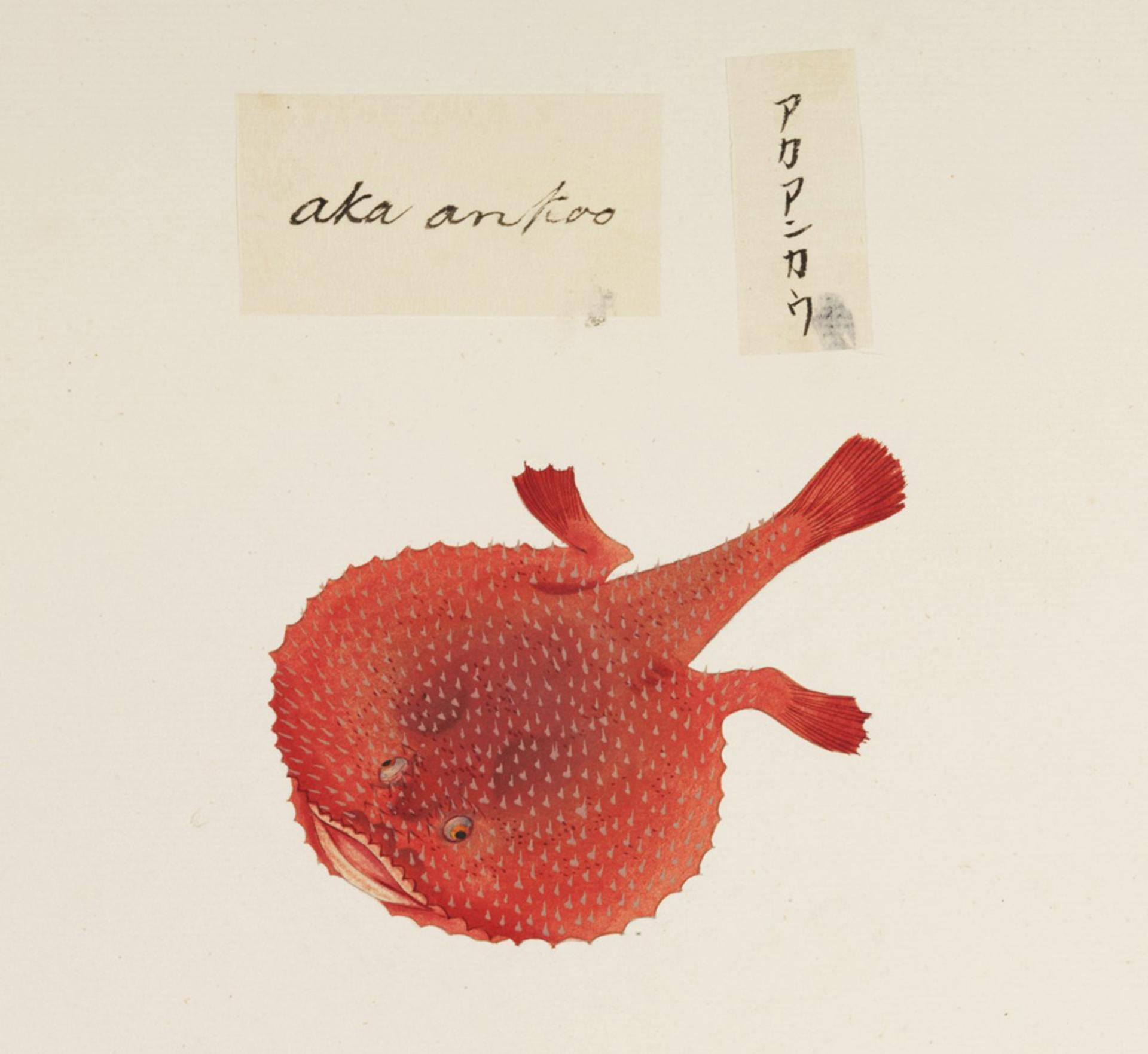
Halieutaea stellata, een vinarmige vleermuisvis

## Museumcollecties met zijn werk
Bijvoorbeeld
- British Museum, London
- Fukuoka City Museum
- Nagasaki Museum of History and Culture
- Naturalis Biodiversity Center, Leiden
- SieboldHuis, Leiden
- Wereldmuseum Leiden

## Andere externe links en literatuur
- O-jewel.tumblr.com: Kawahara's botanical art
- Oijen, M.J.P. van: A short history of the Siebold collection of Japanese Fishes in the National Museum of Natural History, Leiden, The Netherlands. Catalogue of the Aquatic world of von Siebold. Nagasaki Museum of History and Culture, 2007
- Forrer, Matthi: Kawahara Keiga, Rijksmuseum voor volkenkunde (Leyde, Pays-Bas), cop. 1987
- Kawahara Keiga: Picture book Vol.2 “botanical art”, Far East Amur adonis